# باژنوو (شهرستان بیرسکی، باشقیرستان)
باژنوو (انگلیسی: Bazhenovo, Birsky District, Republic of Bashkortostan) یک شهرک در شهرستان بیرسکی باشقیرستان کشور روسیه است.